# Szojuz T–12
Szojuz T–12 vállalkozás volt a 7., személyzettel végrehajtott űrexpedíció a Szaljut–7 űrállomásra.

## Küldetés
1984. július 17-én Bajkonurból indították szolgálatra. A Szaljut–7 űrállomáson Szavickaja végrehajtotta az első női űrsétát. A 3 óra 30 perc alatt fémmegmunkálást végeztek: vágtak, hegesztettek, forrasztottak, és fémmintákat vontak be. Az űrállomáson az előírt kutatási programot hajtották végre. Szakmai programját befejezve 1984. július 29-én Zsezkazgantól 140 kilométerre érkezett a Földre.

## Személyzet
- Vlagyimir Alekszandrovics Dzsanyibekov parancsnok
- Szvetlana Jevgenyjevna Szavickaja pilóta
- Igor Petrovics Volk fedélzeti mérnök

### Tartalék személyzet
- Vlagyimir Vlagyimirovics Vaszjutyin tartalékparancsnok
- Jekatyerina Alekszandrovna Ivanova tartalékpilóta
- Viktor Petrovics Szavinih tartalék fedélzeti mérnök

## Külső hivatkozások
- Vlagyimir Alekszandrovics Dzsanyibekov. spacefacts.de. (Hozzáférés: 2012. április 10.)

| Elődje: Szojuz T–11 | Szojuz-program 1979–1986 | Utódja: Szojuz T–13 |